# Флот Канала
Флот Канала, Флот Пролива (англ. Channel Fleet) — самостоятельное командование Королевского флота, старейший, и в век паруса главный и сильнейший из английских флотов. Его основной задачей была защита Британских островов со стороны Английского Канала.

## Появление
Флот Канала выделился как самостоятельный после 3-й Англо-голландской войны, когда изменилось направление угрозы с моря, а Королевский флот вырос настолько, что мог одновременно поддерживать более одного флота.
До этого весь Королевский флот формально считался одним соединением, с одним главнокомандующим (Адмирал флота) и восемью младшими флагманами. На деле он мог разделять силы для борьбы в Северном море и в Канале, но формально это не закреплялось.
Когда главной угрозой вместо Голландии стала Франция, главным направлением вместо Северного моря стал Английский канал, что и отразилось в изменении структуры командования. В ней появилась так называемая Западная эскадра, позже переименованная во Флот Канала. Для него была учреждена отдельная должность главнокомандующего (англ. Commander-in-Chief, Channel Fleet), которую занимал полный адмирал. Первым в 1690 году её занял Эдвард Расселл (англ. Edward Russell, 1st Earl of Orford), тогда адмирал синей эскадры.

## Век паруса
В соответствии с тогдашними представлениями о морской войне Флот Канала строился как сила, способная победить линейный флот противника в генеральном сражении. Иными словами, его мощь видели в линейных кораблях.

### Строительство
Политика Адмиралтейства в строительстве флота основывалась на численном превосходстве и лучшей артиллерийской подготовке. Таким образом, двумя главными мерами боеспособности флота были: число линейных кораблей, которое должно было превышать аналогичное число у противника, и суммарное число стволов. Качества отдельных кораблей, калибр пушек и вес залпа обычно приносили в жертву первым двум показателям.
Флот Канала, весь век паруса считаясь главным, стал зеркалом представлений Англии (затем Британии) о морской мощи. Ему придавалось главное значение, он шел первым при распределении новейших и сильнейших кораблей, а также при их вооружении, снабжении и комплектовании людьми. Например, в 1797−1802 годах, когда Британия имела всего 4 корабля первого ранга, 3 из них, а то и все 4, находились в Канале, за исключением лета 1799 года, когда там остался только один. В 1778 году, в год вступления Франции в Американскую революционную войну, Британия держала в Канале 33 из 66 линейных кораблей — ровно половину.
И все равно сравнение типичного британского корабля с типичным французским оказывалось в пользу последнего. Так, в конце XVII века большинство линии баталии у французов составлял 70-пушечный двухдечный корабль, тогда как в английском флоте около половины были 64-пушечными. Самым тяжелым калибром у французов был 36-фунтовый. Учитывая, что французский фунт (фр. livre) тяжелее английского (англ. pound), это соответствовало английскому 42-фунтовому. Но у французов 36-фн пушками вооружался гон-дек двухдечного корабля. У англичан 42-фн несли только трехдечные корабли первого ранга.
Французские корабли часто были инженерно совершеннее, и потому легче на ходу, хотя и вооружены сильнее. Кроме того, Франция изобретала новые классы кораблей. Она первой ввела фрегат, а через полвека — корвет.
Тем не менее, Адмиралтейство упорно стремилось превзойти французов численно, а не технически. Причина проста: флот в его существующем виде приносил победы, и потому лорды не видели смысла что-то менять. Наоборот, высоко ценилась традиция.

### Базирование
Главной базой в Канале еще со времен Генриха VIII был Портсмут. Он обладал крупной верфью, сухими доками, артиллерийским двором и мог поддерживать любые корабли. К нему тяготели особенно крупные трехдечные: в другом месте они могли удовлетворить только часть своих нужд.
Для приближения к районам действия использовался Плимут (и Девонпорт). Строительство сухого дока там началось в 1691 году.
Но для контроля над Каналом нужны были и передовые якорные стоянки, аналогичные Даунсу на Северном море. Недостатком Плимута, с точки зрения крупного парусного флота, является довольно узкий вход, замедляющий развертывание. Поэтому флот стал использовать Портленд, а затем и Торбэй. Не имея развитых береговых сооружений, они все же были ближе к французскому Бресту, чем Портсмут, и предоставляли защищенную стоянку с хорошим доступом с моря, где флот мог отдыхать, и при необходимости перегружать припасы с транспортов снабжения.

### Районы действия
В момент создания Флот Канала был таковым во всех смыслах, в том числе по месту действия. Его противник, Французский флот, соперничал с ним на равных, и создавая угрозу вторжения, вынуждал держаться в одном районе. Так, сражения при Бичи-Хед и Барфлёр произошли прямо в водах Канала.
Когда британский флот добился перевеса в свою пользу, он перешел к более активным действиям, в том числе к блокаде французских баз. Его действия распространились на весь Бискайский залив. Перехват прорвавшихся кораблей и возвращающихся во Францию конвоев требовал перенести действия дальше в океан. Так к заливу прибавились Западные подходы. В это же время снова появилась Западная эскадра, теперь уже как часть Флота Канала.
Несколько раз (1641, 1691, 1797) Франция готовила вторжение через Ирландию. В такие периоды флот патрулировал Бристольский залив и пролив Святого Георга, чтобы перехватить интервенцию до высадки. Когда Испания была в союзе с Францией, к задачам Флота Канала добавилась блокада северо-западных испанских портов.
Наконец, во время подготовки к наполеоновскому вторжению (1803−1805) стал очевиден факт, что Флот Канала — это не только линейные корабли, и даже не линейные корабли с приданными фрегатами. Главной базой флотилии вторжения французы выбрали Булонь. Но их линейный флот был заперт в портах Бискайского залива. Чтобы нейтрализовать обе угрозы, легкие силы — шлюпы, тендеры, канонерские лодки и прочие, сосредоточились прямо в Канале и атаковали флотилию вторжения в портах, а крупные корабли продолжали блокаду со стороны Биская.
Таким образом, флот оставался флотом канала по месту базирования, но действовал там, где появлялась угроза от главного противника — Франции.

## Pax Britannica

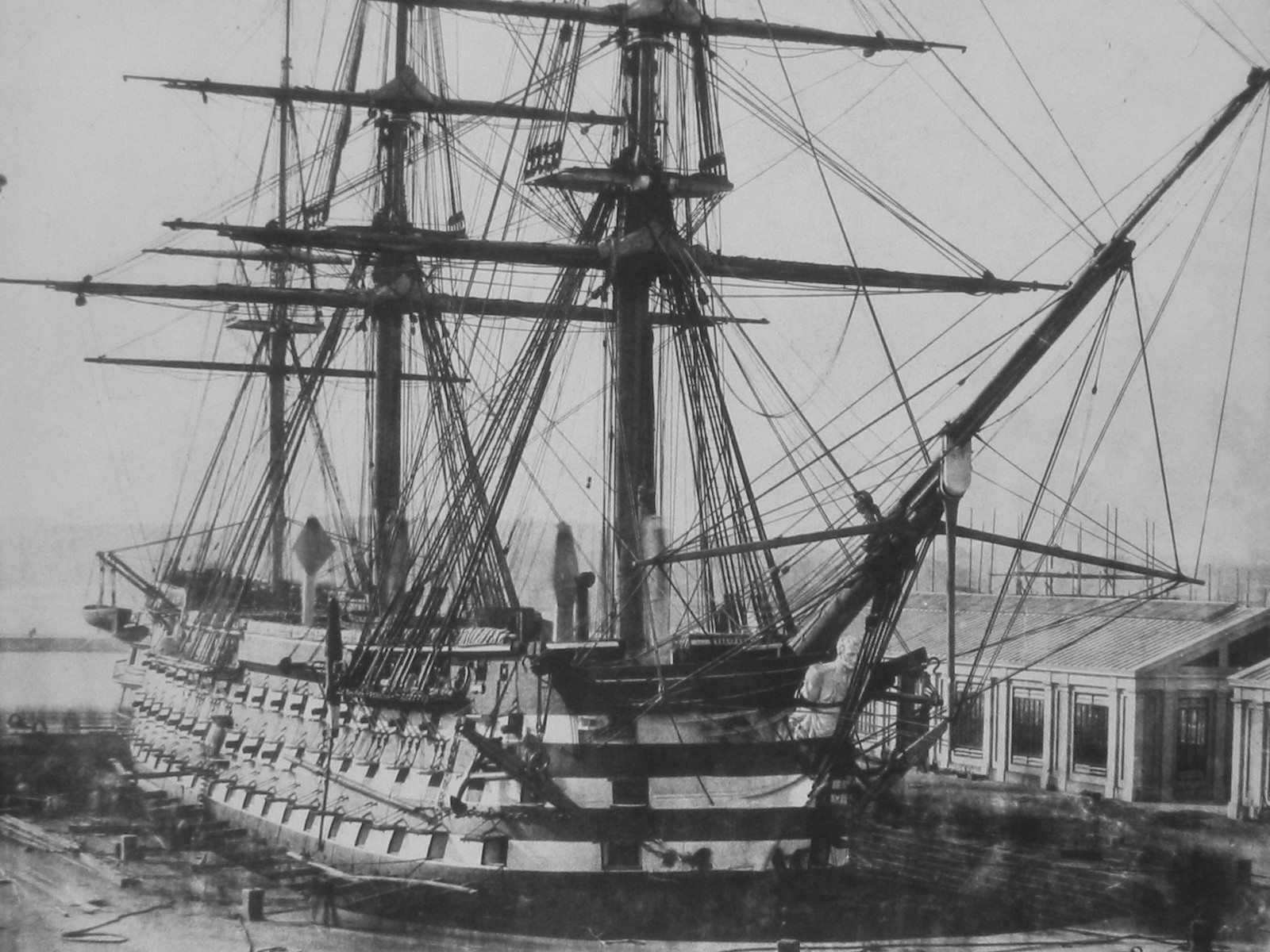
HMS Duke of Wellington, флагман Флота Канала накануне Крымской войны

Столетие, следующее за Наполеоновскими войнами, известно как Pax Britannica. В этот период Британия была ведущей страной мира, промышленно и политически. В мировой политике она использовала своё влияние для поддержания status quo, и стремилась избегать крупных войн. Роль Королевского флота сводилась в основном к роли жандарма Британской империи.
Флот Канала участвовал во многих колониальных экспедициях, но всего в одной войне — Крымской. Он предоставил силы во главе со 131-пушечным винтовым линейным кораблем HMS Duke of Wellington для кампании на Балтике, в то время как Средиземноморский флот был главным в черноморской части кампании. Но главную роль сыграли не линейные, а пароходы меньших размеров, такие как HMS Odin и HMS Hecla. Там флот впервые испытал на себе минную опасность.

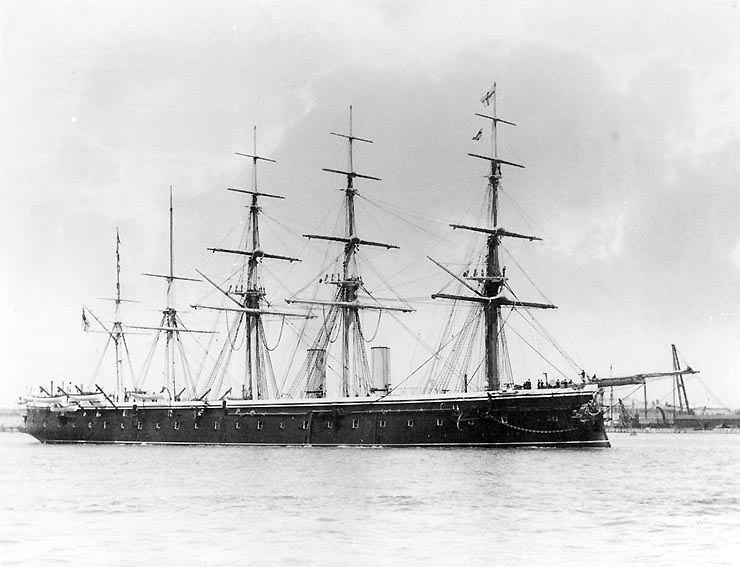
HMS Minotaur — флагман в 1870-е годы

Французская угроза традиционно еще считалась главной, и Флот Канала по-прежнему был первым, хотя Средиземноморский временами бывал крупнее. Тем не менее, политика «двух флотов» означала, что самые крупные и сильные корабли не уходили далеко от дома. Лучшие и новейшие корабли по-прежнему первым делом появлялись в Канале. Так, первый английский броненосец HMS Warrior был приписан к Портсмуту, служил и вышел в резерв там же. К 1880 году флот почти полностью перешел на пароходы.
Во время Англо-бурских войн значительная часть кораблей совершала рейсы между метрополией и Капской колонией, выполняя по сути роль войсковых транспортов.

## Упразднение
В 1858 году Флот Канала превратился в эскадру Канала (англ. Channel Squadron). Его ядро составили 6 винтовых линейных кораблей 1 ранга, переделанных из парусных. Но постепенно вырос и усилился новый потенциальный противник — Германия. К тому же успехи в кораблестроении и морской артиллерии сделали Портсмут, как и все порты Канала, слишком уязвимыми для набегов и потому непригодными в качестве главной базы флота.
Таким образом, изменилось как направление главной угрозы, так и условия борьбы на море. Вслед за ними изменились и настроения британского военно-морского лобби. Главным снова, как 250 лет назад, стало Северное море. По реорганизации 1903 года эскадра Канала была на время переименована в Атлантическую (англ. Atlantic Squadron), а Флот метрополии (англ. Home Fleet) стал называться Флот Канала.
24 марта 1909 года Флот Канала стал 2-м дивизионом Флота метрополии, таким образом окончательно прекратив своё существование. Это событие совпало с первой «морской паникой» (англ. naval scare), порожденной антигерманскими настроениями.